# Sung Hoon
Đây là một tên người Triều Tiên, họ là Bang.
Sung Hoon (tên thật là Bang In-Kyu, sinh ngày 14 tháng 2 năm 1983) là một nam diễn viên người Hàn Quốc. Sung Hoon từng là thành viên của đội tuyển bơi lội quốc gia với sở trường là kiểu bơi bướm. Anh gắn bó với môn thể thao 14 năm nhưng sau đó phải từ bỏ vì chấn thương cột sống. Sau đó, Sung Hoon đăng ký nhập ngũ, nhưng cũng vì chấn thương mà anh phải sớm rời quân ngũ. Năm 2011, Sung Hoon ra mắt dưới tư cách một diễn viên với bộ phim Góc Khuất Của Số Phận (New Tales of Gisaeng) và giữ vai nam chính mặc dù trước đó chưa từng có kinh nghiệm làm người mẫu hay diễn xuất.

## Sự nghiệp
Sự bứt phá trong sự nghiệp của Sung Hoon là ở bộ phim Góc Khuất Của Số Phận khi hoá thân vào nhân vật Ah Da Mo, một vị chaebol ("tài phiệt" trong tiếng Hàn) hung hăng nhưng xuất sắc về mặt kinh doanh, thể thao, phụ nữ và độ nổi tiếng. Diễn xuất của Sung Hoon trong phim giúp anh đoạt giải Diễn viên mới xuất sắc nhất đến từ SBS Acting Awards vào năm 2011.
Năm 2012, Sung Hoon tham gia vào bộ phim truyền hình Trung Quốc đầu tiên mang tên The Bodyguard với vai vệ sĩ Guo Xu. Cùng năm đó, anh nhận vai phản diện Chun Eum-ja, một người đàn ông tóc trắng với cây sáo chết chóc, trong phim Faith. Cuối năm 2012, Sung Hoon tham gia bộ phim The Birth of a Family trong vai doanh nhân Han Ji-hoon. Năm 2013, Sung Hoon một lần nữa được đóng vai chính với nhân vật tài phiệt Kang Moo Yool trong phim Passionate Love. Năm 2014, anh tham gia phim chiếu mạng mang tên 6 Persons Room. Nhân vật Min Soo do anh thủ vai là một doanh nhân thành đạt và đào hoa. Tỉnh dậy sau một tai nạn, Min Soo phát hiện mình trong bệnh viện và vây quanh là những bệnh nhân lạ mặt.
Độ nổi tiếng của Sung Hoon ngày càng tăng sau mini-series Tình yêu của tôi (Noble, My Love), trong đó anh vào vai một chaebol mang tên Lee Kang Hoon, CEO của nhãn hàng D.O.L, tổng công ty lớn nhất thế giới. Một ngày, Kang Hoon bị bắt cóc và may mắn chạy thoát được. Vì bị chảy máu quá nhiều, Kang Hoon bất tỉnh ngay trước một bệnh viện thú y. Yoon Seo, một bác sĩ thú y, đã tìm thấy và giúp đỡ anh điều trị vết thương. Sự thành công của bộ phim đã giúp Sung Hoon có được vai diễn tiếp theo trong phim Nữ thần của tôi (Oh My Venus) - vận động viên boxing chuyên nghiệp Jang Joon-sung (hay còn gọi Korean Snake), người được huấn luyện viên John Kim (So Ji-sub đóng) rèn luyện. Joon-sung là trẻ mồ côi nhưng nhận được sự cưu mang của John Kim và được huấn luyện thành vận động viên nổi tiếng.
Bên cạnh diễn xuất, Sung Hoon còn là một DJ tài năng với nghệ danh ROI. Vào tháng 6 năm 2015, Sung Hoon đã trình diễn khả năng chơi nhạc của mình tại Tô Châu, tỉnh Giang Tô, Trung Quốc. Đến tháng 8, anh đã trình diễn ở Hồng Kông, Thái Lan, Malaysia, Singapore và Indonesia.
Năm 2016, nam diễn viên trở lại màn ảnh nhỏ với bộ phim truyền hình hàng tuần của đài KBS Năm đứa trẻ (Five Enough). Anh thủ vai nhân vật Kim Sang-min, một người mẫu xuất thân từ một vận động viên golf chuyên nghiệp và là người mà nhân vật Yeon-tae (Shin Hye-sun) yêu.
Sung Hoon cũng đã xác nhận tham gia vào bộ phim "Come Back to Busan Port" (dịch thô từ tiếng Hàn). Anh vào vai Tae Sung, em trai sinh đôi bị thất lạc từ bé của nhân vật Tae Joo (Lee Jung-jin). Tae Sung là thành viên của một băng đảng tội phạm trong khi người anh trai Tae Joo lại một thám tử. Quá trình quay phim đã bắt đầu từ tháng 6 năm 2016 tại Busan.
Tháng 11 năm 2016, Sung Hoon nhận được vai nam chính trong phim truyền hình Bí mật ngọt ngào (My Secret Romance). Trong phim, anh đóng vai tài phiệt đời thứ hai Cha Jin-wook. Bộ phim đã đóng máy và được chiếu từ tháng 4 - tháng 5 năm 2017 trên đài cáp OCN; đây cũng là phim truyền hình lãng mạn đầu tiên của đài OCN.
Sung Hoon cũng tham gia vào bộ phim truyền hình The Idolmaster KR của Interactive Media Mix, Inc. trong vai nhà sản xuất công ty giải trí Kang Shin-hyuk. Bộ phim được dựa trên trò chơi điện tử của Nhật Bản The Idolmaster và bắt đầu khởi chiếu từ ngày 28 tháng 4 năm 2017 trên các kênh thuộc đài SBS cũng như trên Amazon Prime.

## Các phim đã đóng

### Series phim truyền hình
| Năm  | Tên phim                                     | Vai diễn                | Kênh chiếu            |
| ---- | -------------------------------------------- | ----------------------- | --------------------- |
| 2011 | Góc Khuất Của Số Phận (New Tales of Gisaeng) | Ah Da-mo                | SBS                   |
| 2012 | The Bodyguard                                | Guo Xu                  | CCTV                  |
| 2012 | Faith                                        | Chun Eum-ja             | SBS                   |
| 2012 | The Birth of a Family                        | Han Ji-hoon             | SBS                   |
| 2013 | Passionate Love                              | Kang Moo-yeol           | SBS                   |
| 2014 | 6 Persons Room                               | Min-soo                 | Phim chiếu mạng KOSHA |
| 2015 | Tình yêu của tôi (Noble, My Love)            | Lee Kang-hoon           | Naver TV Cast         |
| 2015 | Nữ thần của tôi                              | Jang Joon-sung          | KBS2                  |
| 2016 | Năm đứa trẻ                                  | Kim Sang-min            | KBS2                  |
| 2017 | Bí mật ngọt ngào                             | Cha Jin-wook            | OCN                   |
| 2017 | The Idolmaster KR                            | Kang Shin-hyuk          | SBS funE              |
| 2018 | The Sound of Your Heart Reboot               | Jo Suk                  | KBS2-Naver TV-Netflix |
| 2019 | Level Up                                     | An Dan-Te               | MBN                   |
| 2021 | Love (ft. Marriage and Divorce)              | Pan Sa-Hyun             | TV Chosun             |
| 2021 | So I Married The Anti-Fan                    | Choi Jae-Joon's brother |                       |
| 2021 | Love (ft. Marriage and Divorce) season 2     | Pan Sa-Hyun             | TV Chosun             |
| 2022 | From Today We Are                            | Raphael                 | SBS                   |

### Phim điện ảnh
| Năm  | Tên phim           | Vai diễn |
| ---- | ------------------ | -------- |
| 2016 | Brothers In Heaven | Tae Sung |

### Truyền hình thực tế
| Năm  | Tên chương trình           | Kênh chiếu | Xuất hiện                        | Chú thích                           |
| ---- | -------------------------- | ---------- | -------------------------------- | ----------------------------------- |
| 2011 | Home Sweet Home (Dalgona)  | SBS        | Tập 13                           | New Tales of Gisaeng Special        |
| 2012 | Let's Go! Dream Team mùa 2 | KBS2       | Tập 124                          | Thắng huy chương vàng (đua cá nhân) |
| 2012 | Strong Heart               | SBS        | Tập 92-93                        |                                     |
| 2015 | Cool Kiz on the Block      | KBS2       | Tập 113-124                      |                                     |
| 2016 | Happy Together             | KBS2       | Tập 455                          |                                     |
| 2016 | Knowing Bros               | JTBC       | Tập 39                           |                                     |
| 2016 | Running Man                | SBS        | Tập 317                          |                                     |
| 2016 | My Ear's Candy             | Tvn        | Tập 9 - 10                       | cùng với Heo Young-ji               |
| 2016 | Secretly Greatly           | MBC        | Tập 15                           | conga với Henry                     |
| 2017 | Law of The Junggle         | SBS        | Tập 31                           | Quay ở New Zealand.                 |
| 2017 | I Live Alone               | MBC        | Tập 212,213,214,215,217,229,248. |                                     |
| 2017 | Sing Street                | Mnet.      | Tập 1 - 9                        |                                     |
| 2017 | Taxi                       | Tvn        | Tập 483                          | cùng với Henry                      |

### Nhạc kịch
| Năm  | Tên chương trình | Vai trò    | Chú thích                              |
| ---- | ---------------- | ---------- | -------------------------------------- |
| 2014 | Summer Snow      | Dr Yoonjae | Ra mắt với tư cách diễn viên nhạc kịch |

### Xuất hiện trong sản phẩm âm nhạc
| Năm  | Tên sản phẩm                         | Ca sĩ                                 | Album          | Nguồn |
| ---- | ------------------------------------ | ------------------------------------- | -------------- | ----- |
| 2009 | Because I Love You (사랑하기 때문에) | White Brown                           | Đĩa đơn        | video |
| 2010 | Promise Me (약속해줄래)              | Oh Yun Hye (오윤혜), Red Roc (레드락) | Promise Me     | video |
| 2013 | Just the Two of Us (둘이서 한잔해)   | Davichi                               | Mystic Ballad  | video |
| 2015 | Sunlight                             | Geummi (Crayon Pop), Sung Hoon        | 6 Persons Room | video |
| 2016 | CLIMAX (클라이막스)                  | Nop.K, Hoon.J                         | CLIMAX         | video |
| 2016 | Dream                                | Real Girls Project                    |                |       |
| 2017 | Pumping Jumping                      | Sung Hoon                             | Single         |       |

## Họp người hâm mộ
Vào tháng 6 năm 2017, có thông tin cho biết Sung Hoon sẽ tổ chức một loạt các buổi họp người hâm mộ trên toàn cầu. Cụ thể, anh đã dự định sẽ tổ chức họp fan ở 13 đất nước: bắt đầu từ Thái Lan, đến Hồng Kông, Indonesia, Đài Loan, Việt Nam, Malaysia, Philippines, Nhật Bản, Singapore, UAE (Dubai), Mỹ, Canada và sẽ kết thúc ở Seoul, Hàn Quốc. Tuy nhiên, thông tin chính thức về ngày tổ chức vẫn chưa được công bố.
Cũng trong tháng 6, Sung Hoon đã tham dự một buổi họp người hâm mộ cùng bạn diễn Song Ji-eun trong phim Bí mật ngọt ngào được tổ chức tại Seoul sau khi bộ phim kết thúc.
Cho đến thời điểm hiện tại Sung Hoon đã tổ chức fanmeeting tại 7 quốc gia bao gồm Thái Lan, Đài Loan, Hàn Quốc, Abu Dhabi, Mông Cổ, Malaysia và Nhật Bản,

## Đĩa hát
| Năm  | Tên bài hát                           | Album                      | Chú thích                  |
| ---- | ------------------------------------- | -------------------------- | -------------------------- |
| 2015 | Sunlight                              | Nhạc phim 6 Persons Room   | Song ca cùng Geummi        |
| 2015 | Has It Started? (시작인가요)          | Nhạc phim Noble, My Love   | Song ca cùng Kim Jae-kyung |
| 2015 | Has It Started? (시작인가요)          | Nhạc phim Noble, My Love   | Đơn ca                     |
| 2015 | Nothing is Easy                       | Nhạc phim Noble, My Love   | Phiên bản đơn ca           |
| 2017 | Same (똑 같아요)                      | Nhạc phim Bí mật ngọt ngào | Song ca cùng Song Ji-eun   |
| 2017 | You Are the World of Me (너뿐인 세상) | Nhạc phim Bí mật ngọt ngào | Đơn ca                     |

## Giải thưởng
| Năm  | Lễ trao giải                             | Hạng mục                                         | Tác phẩm được đề cử                          | Kết quả   |
| ---- | ---------------------------------------- | ------------------------------------------------ | -------------------------------------------- | --------- |
| 2011 | Lễ trao giải SBS Drama Awards lần thứ 11 | Diễn viên mới xuất sắc nhất                      | Góc Khuất Của Số Phận (New Tales of Gisaeng) | Đoạt giải |
| 2016 | Giải thưởng APAN Star Awards lần thứ 5   | Diễn viên phim truyền hình dài tập xuất sắc nhất | Năm đứa trẻ                                  | Đề cử     |
| 2016 | Giải thưởng Asia Artist Awards lần thứ 1 | Giải Sự lựa chọn của khán giả                    |                                              | Đoạt giải |
| 2016 | Giải thưởng KBS Drama Awards lần thứ 30  | Diễn viên mới xuất sắc nhất                      | Năm đứa trẻ                                  | Đoạt giải |
| 2017 | Giải thưởng Asia Artist Awards lần thứ 2 | Giải Người làm nghệ thuật xuất sắc nhất          |                                              | Đoạt giải |